# Jardin des Martels
Le jardin des Martels est un parc floral situé sur la commune de Giroussens dans le département du Tarn, en région Occitanie. Ce parc d’inspiration anglaise s'étend sur une surface de 3,5 hectares où l’on recense environ 2 500 variétés de plantes originaires des cinq continents.

## Localisation
Entre Saint-Sulpice-la-Pointe et Lavaur, le jardin se trouve au sud de Giroussens.

## Description
Le jardin se compose de quatre surfaces distinctes. La première partie est agrémentée d’un long canal de 300 m de long qui serpente entre les massifs multicolores et les allées engazonnées.
La seconde est une serre tropicale aquatique pourvue de lianes (bignones, jasmins, passiflores, ipomées), de bananiers, de daturas et de fougères. L’été les bassins sont envahis par les nénuphars bleus, roses, rouges et blancs.
La troisième partie est le jardin arc-en-ciel (parterre fleuri par couleur bleu rose jaune rouge et rose). Enfin, la dernière partie, le jardin en terrasse d’où jaillit un torrent d’eau depuis une jarre espagnole, alimente 5 bassins aux lotus. Un belvédère révèle la campagne environnante. L’ensemble du jardin est engazonné, offrant la possibilité de s’y promener pieds nus.
À la fin de la visite, les visiteurs peuvent acquérir les plantes qui auront retenu leur attention pendant leur visite. Ces plantes sont produites dans les pépinières, avec un grand choix de vivaces et d’arbustes.

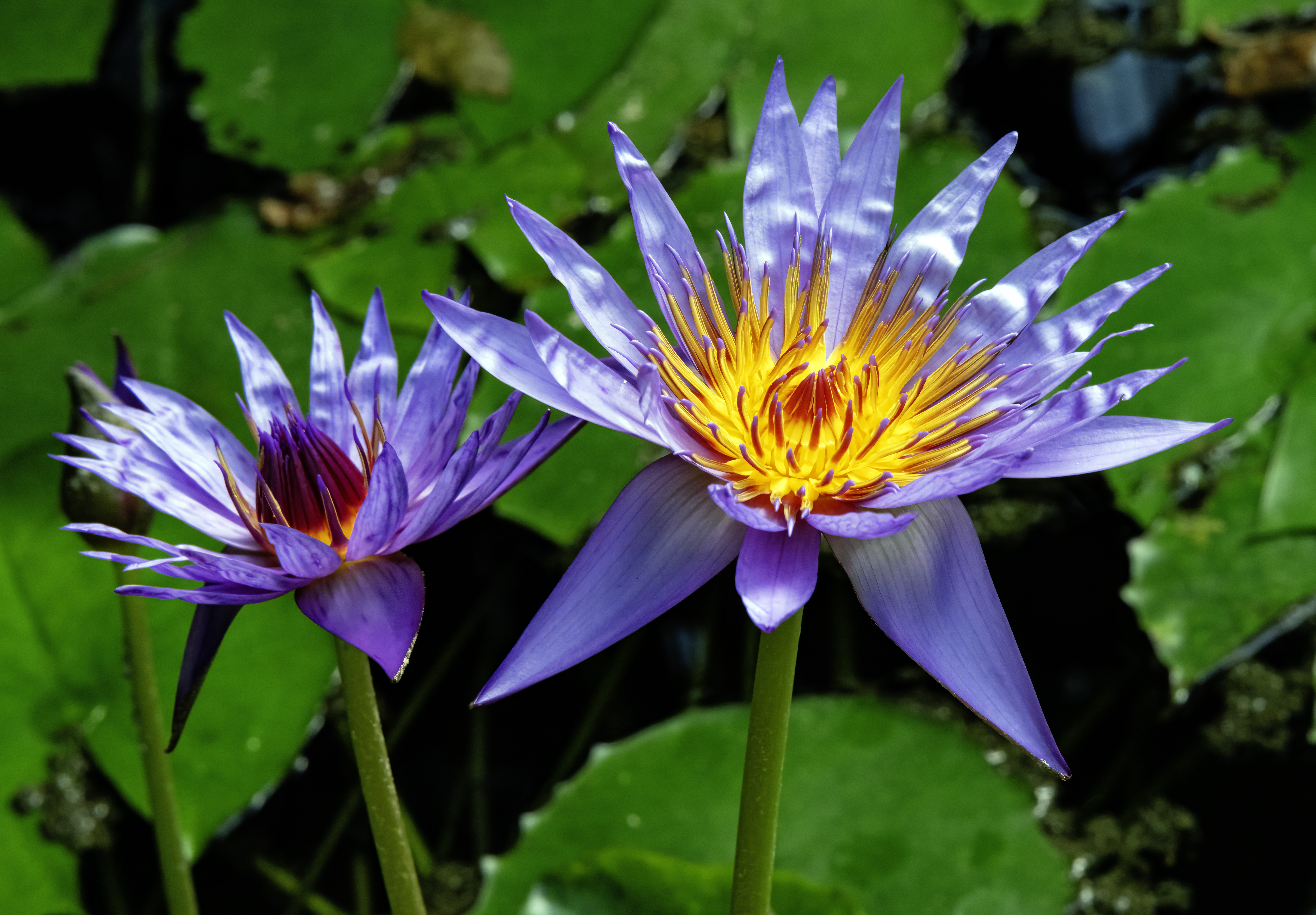
Nymphaea nouchali var. caerulea le Lotus bleu
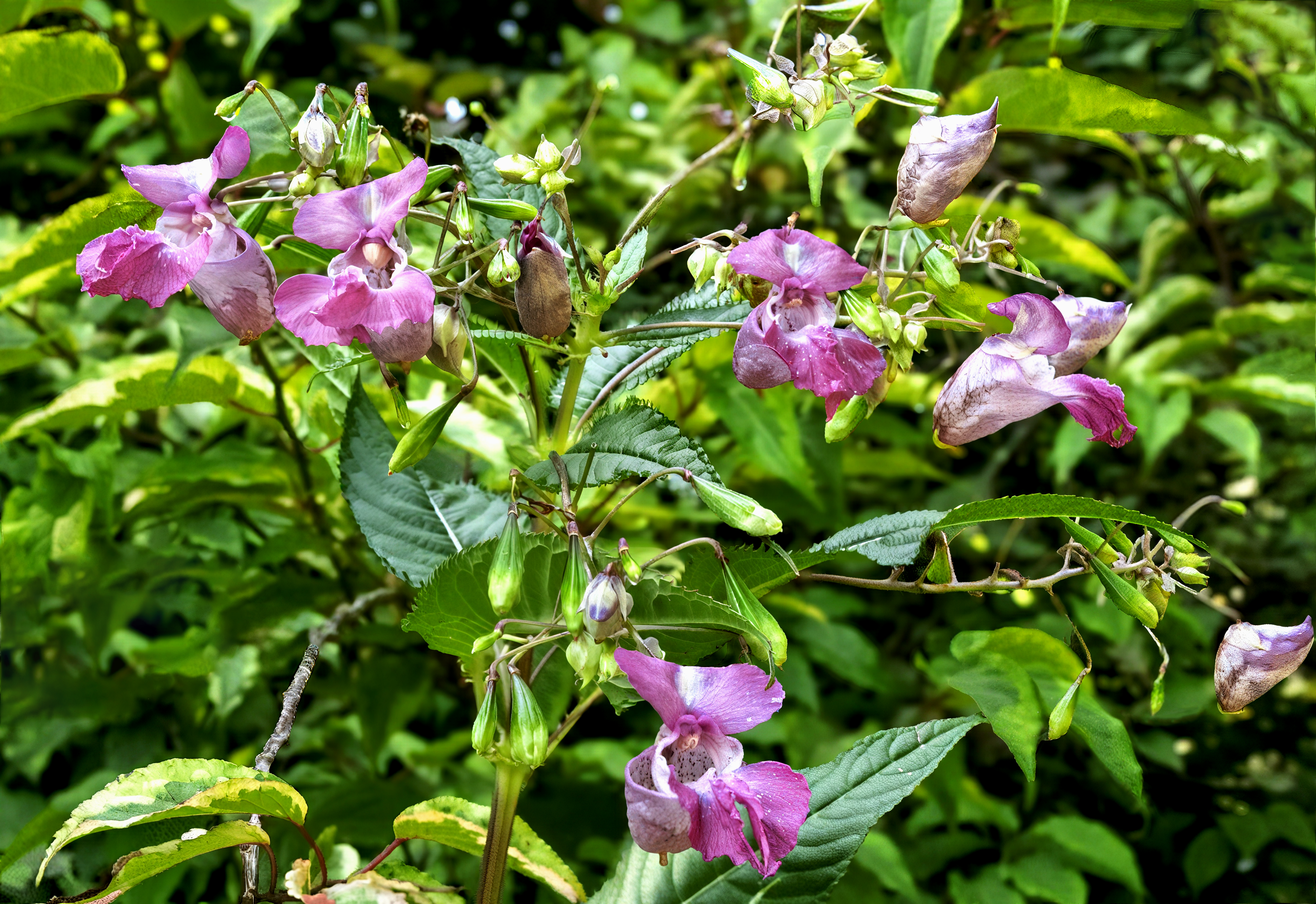
Balsamine de l'Himalaya(Impatiens glandulifera)  inflorescences
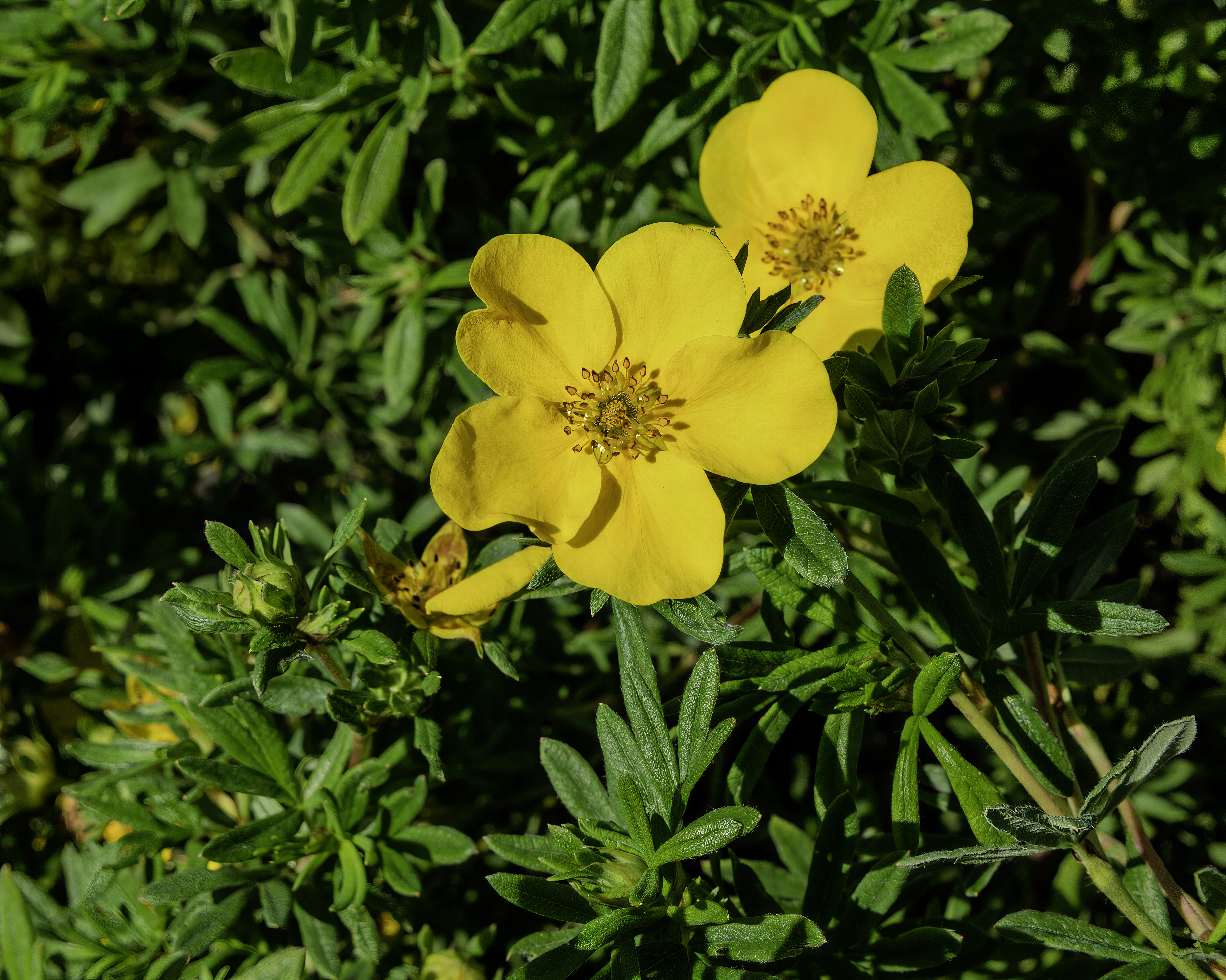
Dasiphora fruticosa ssp. Goldstar (Potentille arbustive)
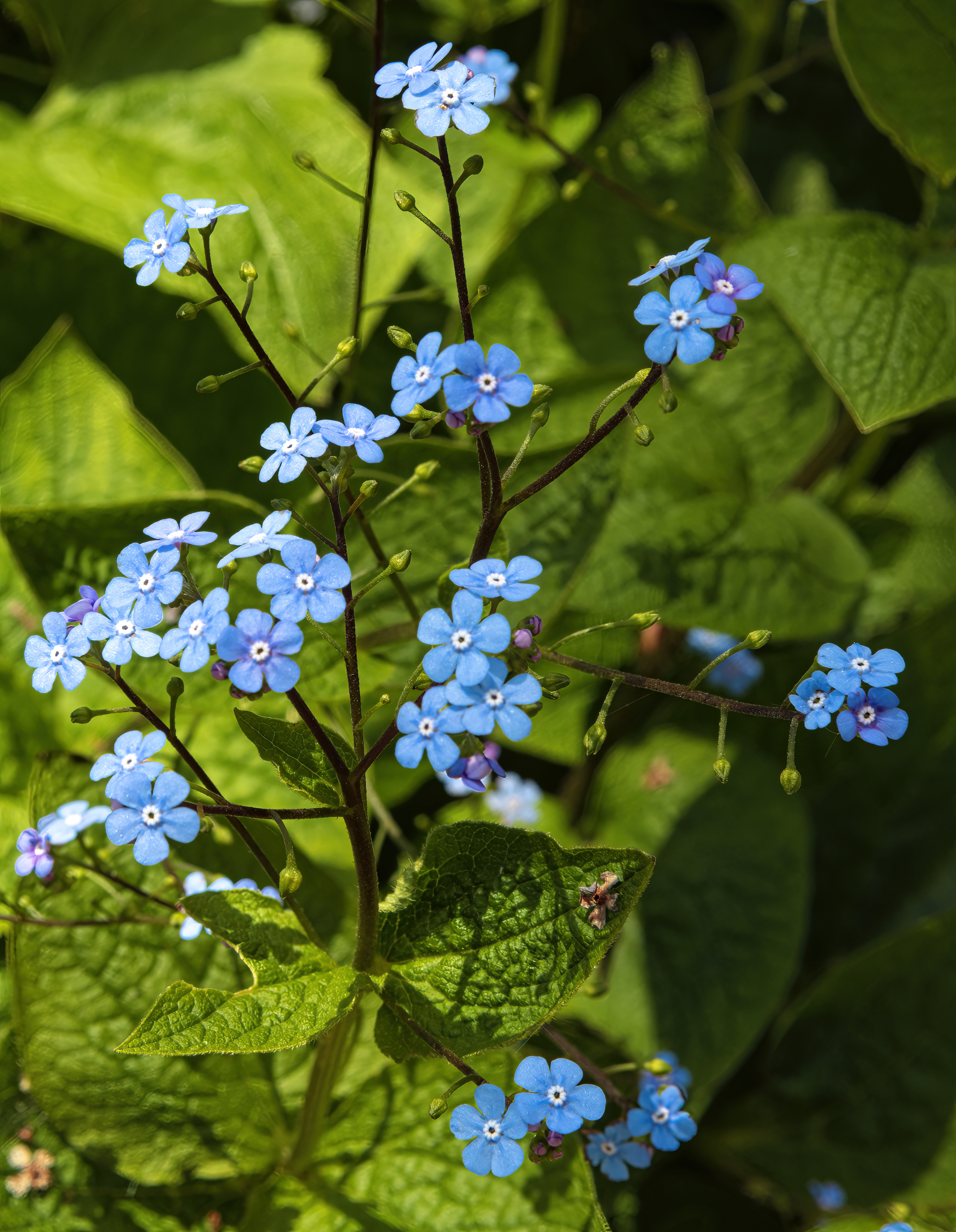
Brunnera macrophylla Brunnère à grandes feuilles - inflorescences

## Histoire
Les jardins des Martels ont été ouverts au public en 1994, mais les premières plantations datent du début des années 1970. À l’époque, la famille Reynier venue de l'Aveyron s’installe dans le Tarn et achète une ferme pour y cultiver 40 hectares de terrain. Passionnés de jardinage, ils commencent à aménager les abords de l’exploitation. Petit à petit, le jardin prend de l’ampleur pour atteindre un hectare en 1993. À l'été 1994, un article de presse va provoquer un afflux de demandes de visites de la part de jardiniers de la région. À cette époque, Frédéric (le fils Reynier), poursuit des études en horticulture. Une idée germe, vu l’engouement du public suscité par cet article, pourquoi ne pas ouvrir le jardin au public et en faire une vitrine ?

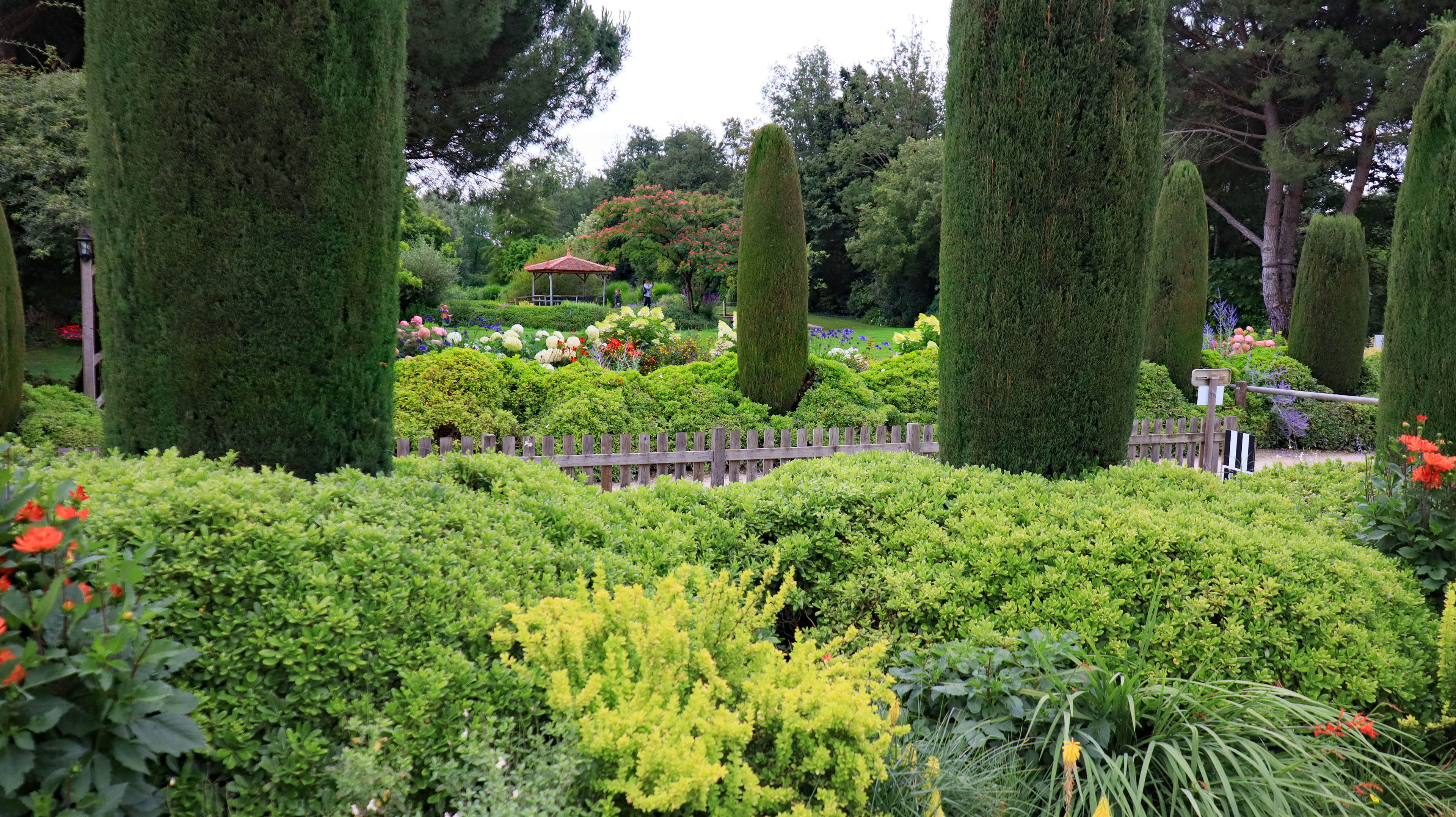
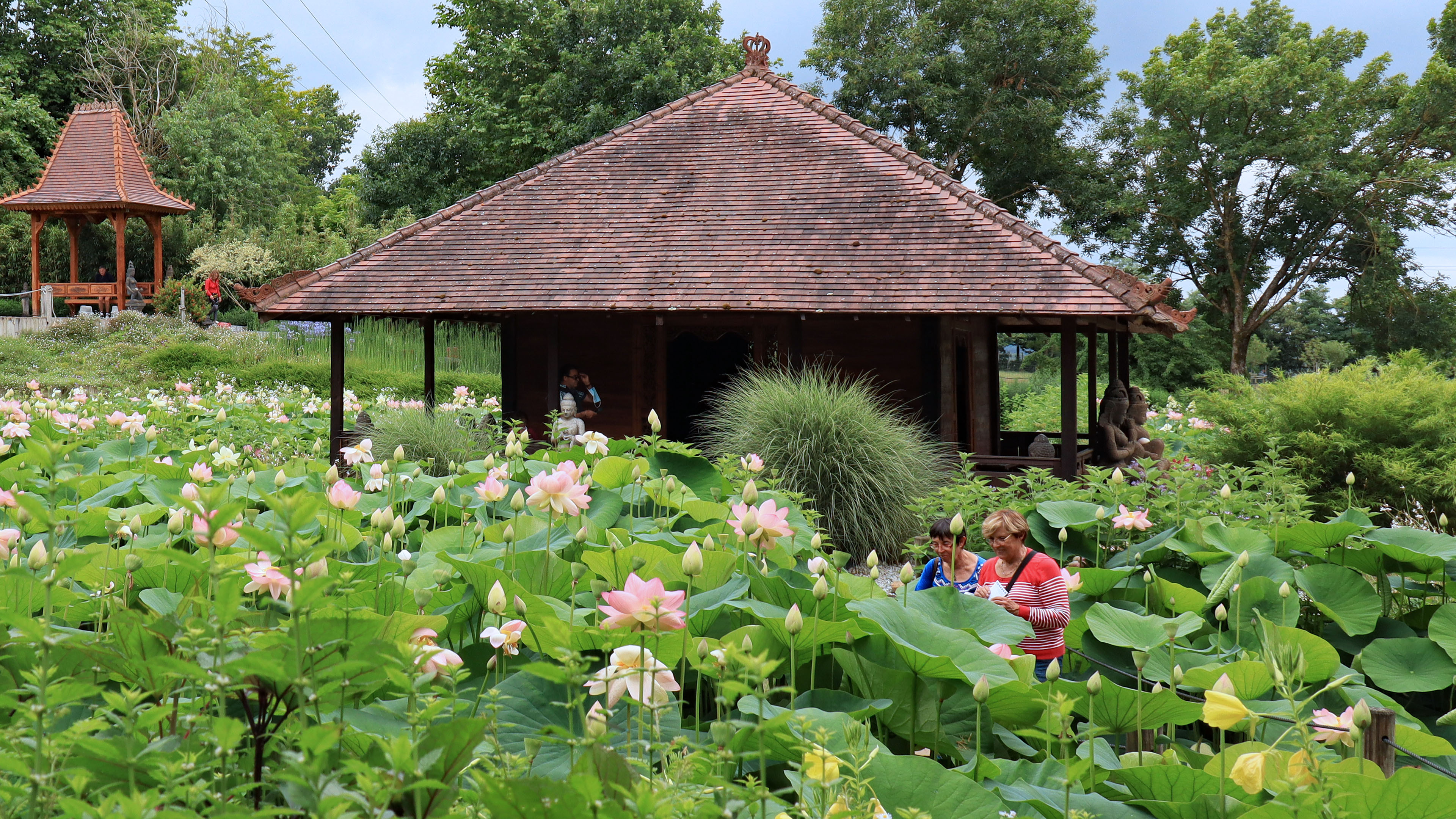
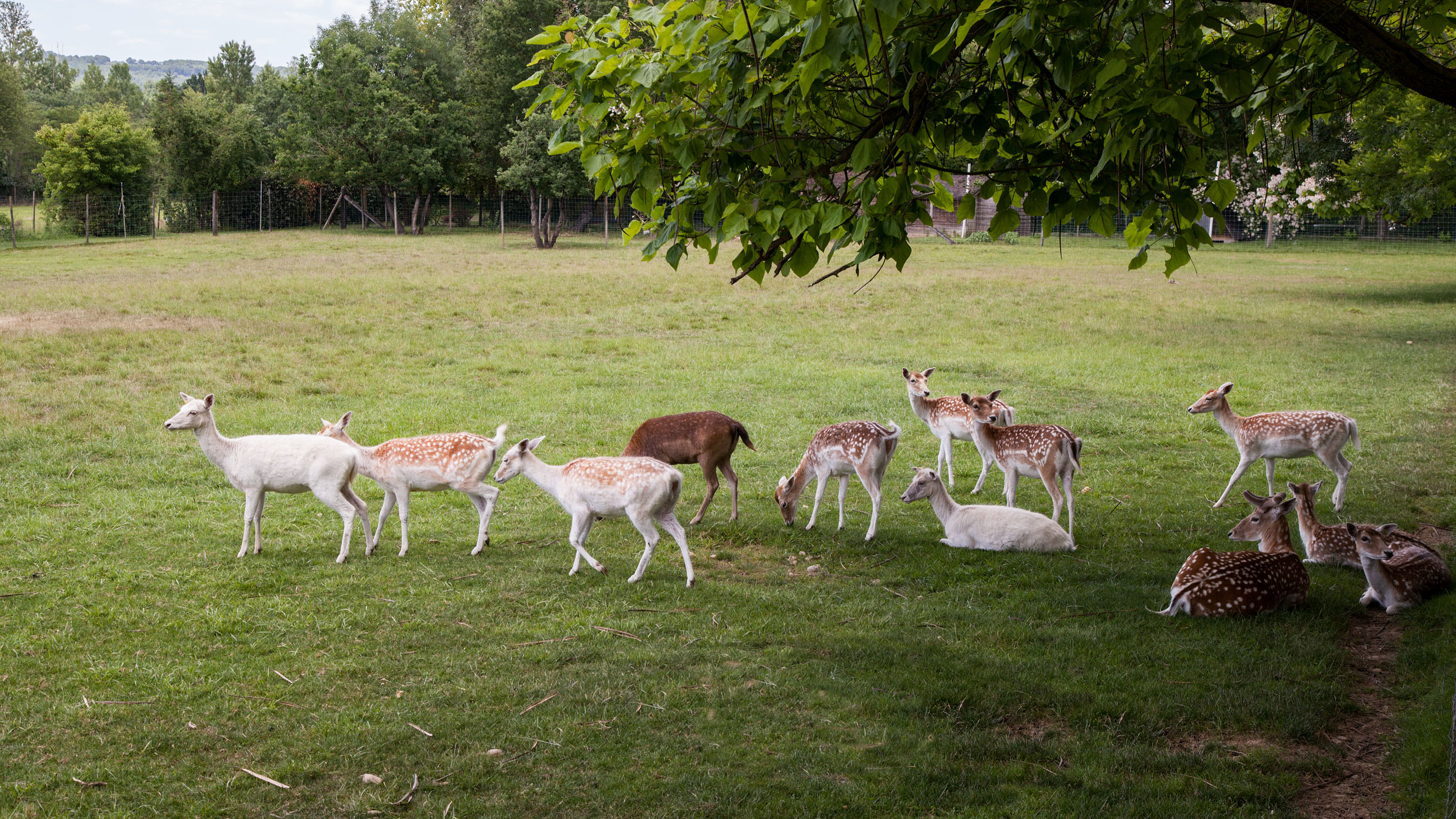

## Valorisation
L’ouverture au public s'effectue au printemps 1994 avec un agrandissement du parc à 2,5 hectares. Puis petit à petit le jardin est passé à 3,5 hectares avec la création de la serre exotique, du jardin en terrasse, du labyrinthe de bambous, d’un nouveau bâtiment d’accueil et d’un point de vente de plantes.
Le jardin accueille annuellement environ 45 000 visiteurs. Ceux-ci apprécient autant le parc floral que la mini-ferme qui s'y trouve et le train à vapeur.

## Événements
Festival du Lotus les 1er et 2 juillet 2017.